# Luctus
Luctus es, en la mitología romana, la personificación de la «Aflicción». En latín luctus es un sustantivo masculino y significa «dolor, pesar, aflicción, luto». Higino dice que la Aflicción es hija de Éter y la Tierra. Según Virgilio habita en la entrada de los infiernos. Ovidio cuenta que Luctus acompañó a la erinia Tisífone para volver loco a Atamante. Estacio también lo menciona y dice que sus ropas están desgarradas y sangrientas.